# Бурлака, Николай Яковлевич
Николай Яковлевич Бурлака (1930, теперь Сумская область — ?)  — украинский советский деятель, председатель колхоза «Украина» Каменско-Бугского района Львовской области. Депутат Верховного Совета СССР 10-11-го созывов.

## Биография
Родился в крестьянской семье на Сумщине. Окончил семилетнюю школу, а потом — сельскохозяйственный техникум.
В 1950—1953 годах — служба в Советской армии.
С 1955 по 1970 год — агроном ряда колхозов (в том числе колхоза имени Калинина Сокальского района) Львовской области.
Член КПСС с 1957 года.
Окончил заочно Львовский сельскохозяйственный институт, получил специальность агронома.
С 1970 года — председатель колхоза «Украина» села Великосілка Каменско-Бугского района Львовской области.
Потом — на пенсии.

## Награды
- орден Ленина
- орден Трудового Красного Знамени
- орден «Знак Почета»
- медали